# Восьмое главное управление КГБ СССР
Восьмое главное управление КГБ СССР — структурное подразделение Комитета государственной безопасности Советского Союза, ответственное за защиту технических средств связи и создание шифров. До образования 16-го управления КГБ СССР отвечало также за радиотехническую разведку (добычу данных о радиоэлектронных средствах иностранных государств).

## История
Образовано в 1954 году как одно из первых структурных подразделений КГБ; правопреемник 8-го управления МВД СССР и Главного управления специальной службы при ЦК КПСС. Формальное название в документах — войсковая часть номер 43753.
Из состава 8-го управления в 1973 году было выделено 16-е управление с передачей ему радиоэлектронной разведки и частей спецслужбы, так же радиоконтрразведка из состава 8-го Главного управления была передана в состав 2-го Главного управления КГБ СССР. В 1991 году вошло вместе с 16-м управлением в состав Комитета правительственной связи при Президенте СССР.
29 августа 1991 года Указом Президента СССР от 29 августа 1991 года 8-е управление вместе с 16-м управлением КГБ СССР и Управлением правительственной связи было объединено в Комитет правительственной связи при Президенте СССР. В свою очередь, в декабре 1991 года этот комитет был преобразован в Федеральное агентство правительственной связи и информации при Президенте Российской Федерации (ФАПСИ). В 2003 году ФАПСИ было расформировано, а его преемниками стали Служба специальной связи и информации Федеральной службы охраны Российской Федерации (Спецсвязь ФСО России) и Третья служба (научно-техническая служба) ФСБ РФ, Управление специальной связи, Центр защиты информации и специальной связи (8 Центр).

## Структура
Изначально в состав 8-го главного управления КГБ СССР входили управление «Д» (дешифровальное), служба, отделы с 1-го по 11-й (функции 11-го отдела — части спецслужбы, радиоконтрразведка) и Высшая школа криптографов.
В 1973 году на базе управления «Д» было создано Шестнадцатое управление КГБ СССР. 11-й отдел был разделён: части спецслужбы также были переданы 16-му управлению, а радиоконтрразведывательные подразделения – 2-му главному управлению, в составе которого была создана служба «Р».
По состоянию на 1979 год структура 8-го главного управления КГБ СССР имела следующий вид:
- Управление «А» — обеспечение безопасности шифросвязи КГБ и высшего руководства страны
- Управление «В» (или «Б») — разработка ключей
- Управление «С» — техническая безопасность, разработка нового оборудования
- Отделы с 1-го по 16-й
- Научно-исследовательский информационно-аналитический институт (НИИАИ)

## Учебные заведения
Подготовкой кадров для 8-го главного управления занималась Высшая школа криптографов, преобразованная в 1960 году в 4-й факультет Высшей школы КГБ, также известный как факультет специальных технических служб или технический факультет. Также подготовкой занималось Багратионовское военно-техническое училище, преобразованное в 1972 году в Орловское высшее военное командное училище связи КГБ СССР.

## Руководство

### Начальники управления
- Лукшин, Василий Андреевич (1959—1961)
- Лялин, Серафим Николаевич (1962—1967)
- Емохонов, Николай Павлович (1968—1971)
- Усиков, Георгий Артёмович (1972—1975)
- Андреев, Николай Николаевич (1976—1991)

### Первые заместители
- Гурьянов, Владимир Кузьмич (1971—1974)
- Бордюжа, Николай Николаевич (май—декабрь 1991)

### Заместители
- Копытцев, Алексей Иванович (1954—1964)
- Бондаренко, Владимир Иванович (1964—1972)
- Худов, Виктор Иванович (1976—1989)
- Сачков, Владимир Николаевич (1974—1991)

## Техника
На вооружении криптографической службы КГБ СССР с 1960-х годов состояли электромеханические шифраторы текстовой информации с записью на бумажную перфоленту. Среди известных образцов были СМ-1 «Василёк», СМ-2 «Сирень», М-104 «Аметист», М-105Н «Агат», М-125 «Фиалка» и М-130 «Коралл».